# ソロムヤンシク区
ソロムヤンシク区（ウクライナ語: Солом'янський район）は、ウクライナの首都キーウの区の1つ。ドニプロ川の右岸、キーウ市南西部に位置する。キーウ国際空港などが所在する。ソロミアンスキー地区とも表記される。

## 人口
各年の人口は次のとおりである。
- 2001年 — 287,801人
- 2008年 — 326,725人
- 2009年 — 333,453人
- 2010年 — 338,834人
- 2011年 — 342,376人
- 2012年 — 345,058人
- 2013年 — 351,169人
- 2014年 — 356,600人
- 2015年 — 360,500人
- 2016年 — 364,785人
- 2017年 — 370,106人
- 2018年 — 370,838人
- 2019年 — 375,909人
- 2020年 — 383,387人[6]
- 2021年 — 384,616人
- 2022年 — 386,647人
- 2023年 — 358,754人